# Лоренцо Пріулі
Лоренцо Пріулі (італ. Lorenzo Priuli) — 82-й венеційський дож.

## Біографія
Належав до роду «нових патриціїв», відомих з кінця XIII ст. Другий син сенатора Альвізе Пріулі з гілки Сан-Стае та К'яри Ліон. Народився 1489 року. Замолоду він відзначився як старанний учень і вивчав, перш за все, латину та грецьку мови, але також познайомився з теологією та філософією. 
3 грудня 1510 року увійшовши до Великої ради завдяки жеребкуванню «золотого балу». 11 листопада 1522 року призначається послом до Англії, але виявив тут брак досвіду, тому 1523 року його було звільнено з цієї посади. 10 жовтня 1524 року разом з Андреа Навагеро його було обрано послом до іспанського короля Карла I. Обидва прибули до Мадриду лише 7 травня через хвороби та складнощі подорожі. Тут його король висвятив на лицаря та 200 скудо. 1526 року пощшлюбив Дзілію Дандоло.
У 1537—1538 роках був губернатором Фріулі, де займався суперечками, пов'язаними з даціо (податком на хліб). «Децима» 30 серпня 1538 року, доводить, що він проживав у Кампо-Сан-Поло та був власником кількох маєтків, крамниць та складів, а також скромних осель та полів поблизу Міри, а також поблизу Аркуа та інших місць у Полесіні. У 1540—1541 роках обіймав посаду капітана (командира залоги) Падуї, після чого увійшов до Ради десяти. За цим входив до різних дорадчих органів.
1550 року призначено послом до Папської держави. Але невдовзі після цього йому довелося залишити цю посаду, ймовірно, через серйозну хворобу. 1553 року претендував на посаду дожа, але програв вибори Маркантоніо Тревізану. 

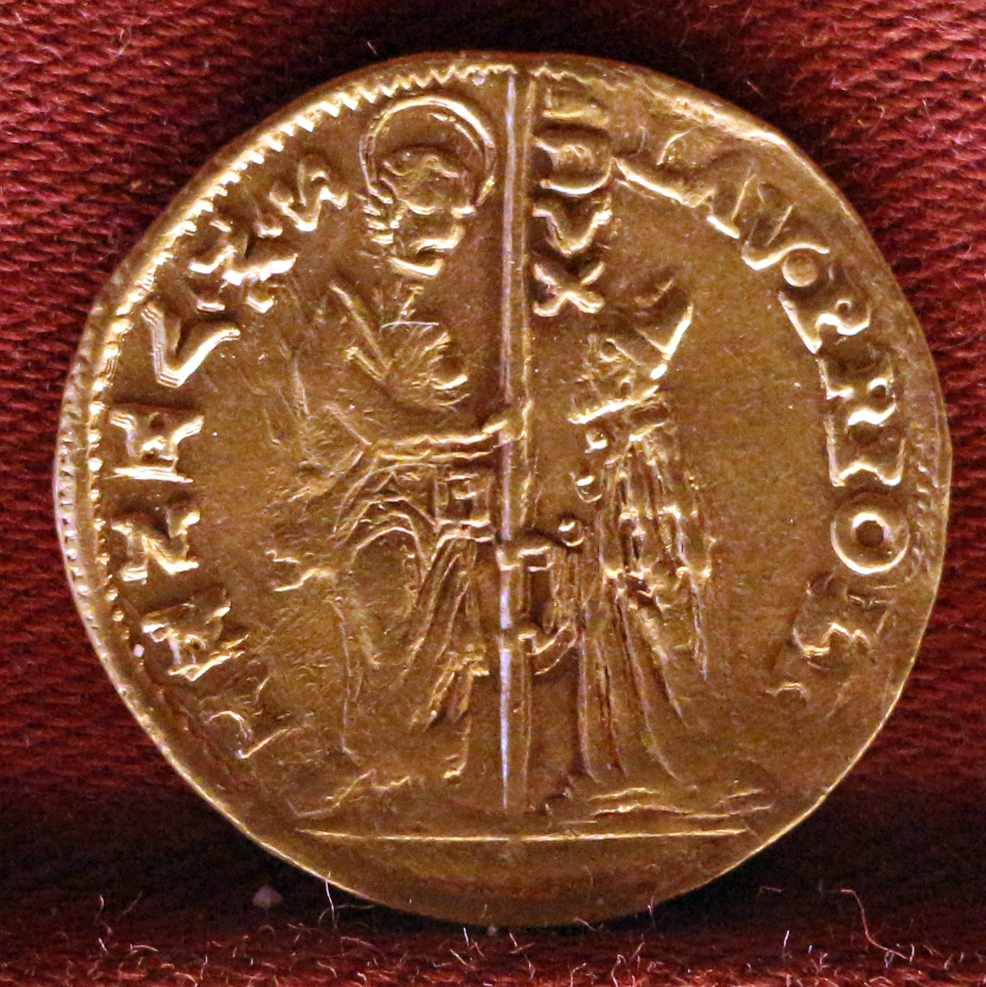
Цехін Лоренцо Пріулі

14 червня 1556 року обирається дожем 35 голосами з 41. Пріулі мав репутацію скнари. Тому святкування його сходження у владу, а особливо його дружини 19 вересня 1557 року, повинні були покращити особисту репутацію новообраного дожа. Ці урочистоті були настільки визначними, що вони залишилися в пам'яті венеційського народу на довгі роки, вони вважалися взірцем пишноти та величі. 
У 1557 році у місті спалахнув тиф, а у материкових володіннях сталося низка потужних повеней, що спричинили голод. 
Зберігав суворий нейтралітет під час решти подій Італійських війн, разом з тим Венеція більше зблизилася з Іспанією, яка стала найпотужнішою політичною силою на півострові.
Помер 17 серпня 1559 року. Спочатку було поховано у сімейному склепі церкви Сан-Доменіко в сестьєре Кастелло. Це подвійна гробниця для нього та його брата Джироламо. Двоповерхова гробниця, збудована між 1578 і 1582 роками, була спроектована Чезаре Франко. 

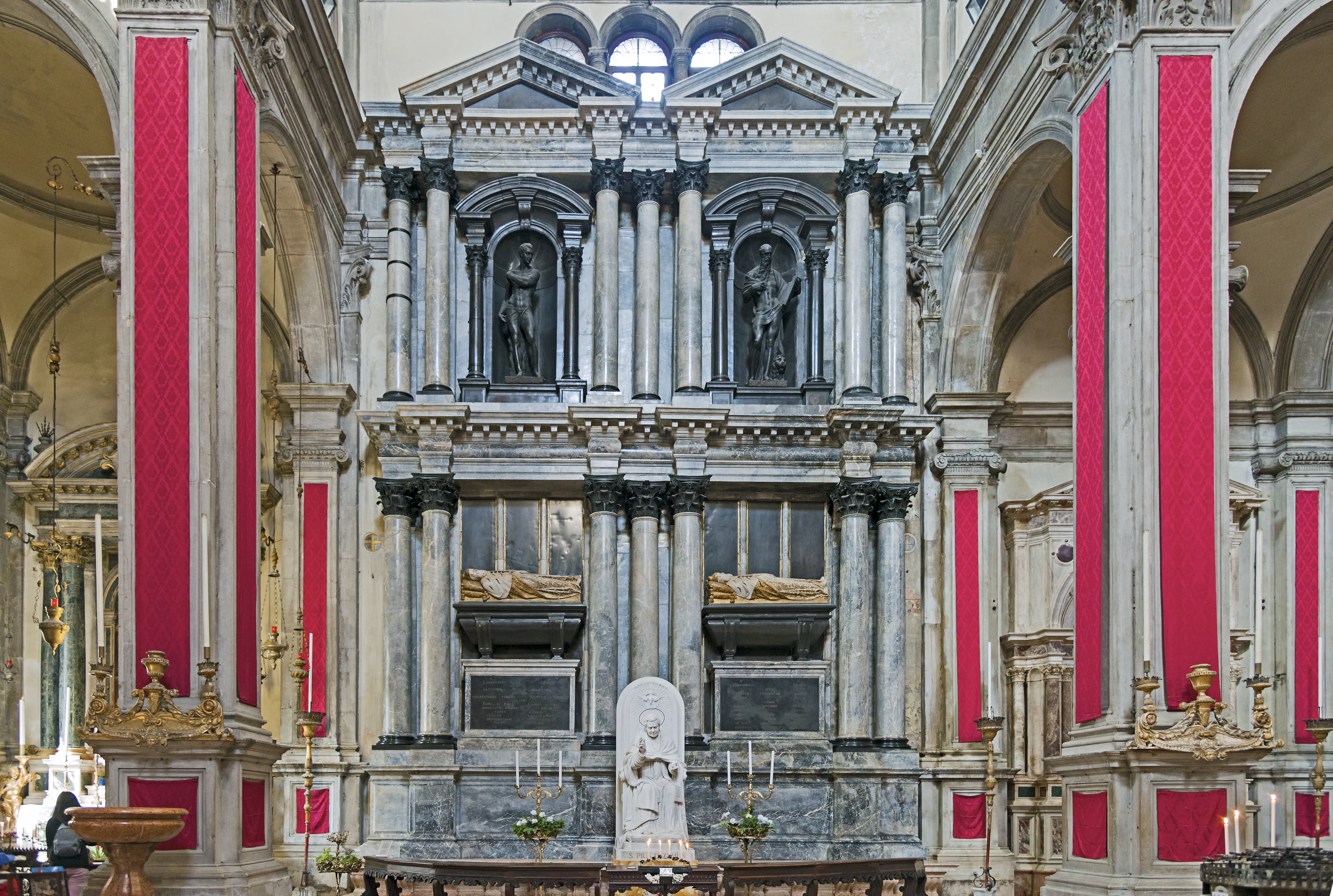
Monument and tombs of Doge Lorenzo and Gerolamo Priuli, by Cesare Franco.